# Árpád Szakasits
Árpád Szakasits [ˈUnːrpaːd ˈsɒkɒʃél͡ʃ] (6 de diciembre de 1888, en Budapest – 3 de mayo de 1965, en Budapest) fue un socialdemócrata húngaro y luego figura política comunista. Asumió como el presidente de Hungría desde el 2 de agosto de 1948 hasta el 23 de agosto de 1949.
Fue el primer presidente del Consejo Presidencial húngaro, el cual estuvo establecido el 23 de agosto de 1949, como sustitución para el cargo de presidente, de acuerdo con la nueva constitución proclamada en 1949. Mantuvo su cargo hasta el 26 de abril de 1950.
Szakasits fue un esperantista por más de 40 años, asistiendo a congresos de ese idioma, y fue miembro del Comité del patrón internacional para el Congreso Mundial de esperanto en 1959.